# Voyage en Barbarie
Voyage en Barbarie (abreviado Voy. Barbarie) es un libro con ilustraciones y descripciones botánicas que fue escrito por el religioso, naturalista, botánico y explorador francés Jean Louis Marie Poiret y publicado en 2 volúmenes en el año  1789 con el nombre de Voyage à Barbarie, ou Lettres écrites de l'ancienne Numidie …, pendant les annes 1785 et 1786 sur la Religion, les Coutumes & les moeurs des Maures & des Arabes Bédouins, avec un Essai sur l'histoire naturelle de ce Pays. Ed. J.B.F. Née de la Rochelle, Paris, 2 vols : XXIV + 364 pp. 1789 en línea.